# Air-India-Flug 300
Der Air-India-Flug 300 (Flugnummer: AI300, Funkrufzeichen: AIRINDIA 300) war ein internationaler Charterflug der Air India am 11. April 1955 von Neu Delhi über Hongkong nach Jakarta. Auf diesem Flug stürzte eine Lockheed L-749A Constellation vor den Natuna-Inseln ins Südchinesische Meer, nachdem an Bord eine Bombe explodiert war. Bei dem Anschlag kamen 16 der 19 Insassen ums Leben.

## Maschine
Die Maschine war eine 1951 gebaute Lockheed L-749A Constellation mit der Werknummer 2666, die als letzte von sieben bestellten Maschinen dieses Typs durch die Air India angeschafft und durch diese am 25. Mai 1951 mit dem Luftfahrzeugkennzeichen VT-DEP und dem Taufnamen Kashmir Princess in Betrieb genommen wurde. Das viermotorige Langstreckenflugzeug war mit vier luftgekühlten 18-Zylinder-Doppelsternmotoren vom Typ Wright R-3350-745C18BA-1 ausgerüstet, die jeweils eine Leistung von 2.200 PS (1.600 kW) hatten und mit Propellern von Hamilton Standard bestückt waren.

## Passagiere und Besatzung
Den zweiten Flugabschnitt hatten elf Passagiere angetreten, wobei es sich hauptsächlich um Delegierte und Journalisten handelte, die sich auf dem Weg zur Bandung-Konferenz in Jakarta befanden. Zu den chinesischen Delegierten gehörten Li Ping, Shih Chi-Ang und Chung Pu Yun. Ein Vertreter der Việt Minh war ebenfalls an Bord. Bei dem Rest der Passagiere handelte es sich um Journalisten. Fünf von ihnen stammten aus der Volksrepublik China. Weitere Passagiere waren der österreichische Journalist Friedrich Albert (Fritz) Jensen (Jerusalem), welcher der Kommunistischen Partei Österreichs angehörte und ein Veteran des Spanischen Bürgerkriegs war, der polnische Journalist Jeremi Starec sowie Chok-Mui Raymond Wong alias Huang Zuomei, welcher der Hongkonger Abteilung von Xinhua angehörte.
Es befand sich darüber hinaus eine achtköpfige Besatzung an Bord der Maschine.

## Unfallhergang
Die Maschine startete um 12:25 Uhr Ortszeit in Hongkong zu einem Flug nach Jakarta. Während des Fluges nahmen die Insassen um 17:25 Uhr das gedämpfte Geräusch einer Explosion wahr, anschließend wurde die Kabine von Rauch eingehüllt. An der rechten Tragfläche hinter Triebwerk Nr. 3 brach ein Brand aus. Nachdem der Flugkapitän die Explosion gehört hatte und beobachten konnte, dass das Warnlicht für einen Brand im Frachtabteil angegangen war, fuhr er das Triebwerk Nr. 3 herunter und brachte dessen Propeller in die Segelstellung. Die Piloten erklärten Luftnotlage und leiteten einen Notsinkflug ein. Das Feuer breitete sich rasch aus. Während des Sinkfluges versagten die hydraulische Anlage und die Druckkabine, anschließend fielen mehrere Schaltkreise der elektrischen Anlage aus. Gegen Ende des Notsinkfluges hüllte dichter Rauch das Cockpit ein, womit die Sicht für die Piloten gleich Null war. Die geplante Notwasserung ließ sich unter diesen Bedingungen nicht mehr durchführen. Das Kabinenpersonal verteilte vor dem Aufprall auf dem Wasser Schwimmwesten an die Passagiere und öffnete die Notausstiege. Die Maschine prallte zunächst mit der steuerbordseitigen Tragflächenendspitze auf dem Wasser auf, woraufhin die Flugzeugnase augenblicklich unter Wasser getaucht wurde. Der Bodeningenieur, der Navigator und der Erste Offizier konnten lebendig aus dem Meer geborgen werden. Lediglich diese drei Besatzungsmitglieder überlebten den Unfall. Die übrigen Besatzungsmitglieder und sämtliche Passagiere ertranken im Meer.

## Urheber und Ziel
Es wurde vermutet, dass die Bombe durch einen Agenten der Kuomintang platziert worden war, mutmaßliches Ziel des Anschlags war der chinesische Premierminister Zhou Enlai, der ebenfalls an der Bandung-Konferenz teilnehmen sollte, den Flug jedoch kurzfristig abgesagt hatte. Der Flug wurde offiziell aufgrund einer Blinddarmoperation Zhous abgesagt. Einige Historiker sind der Ansicht, dass Zhou von der Verschwörung geahnt hatte und den Flug nur unter der Behauptung, er müsse sich einer Blinddarmoperation unterziehen, abgesagt hatte. Anstelle seiner selbst entsandte er daher eine Delegation rangniedrigerer Vertreter.
Am Tag nach dem Absturz bezeichnete die Regierung der Volksrepublik China den Absturz als „Mord, ausgeführt durch die Nachrichtendienste der Vereinigten Staaten und Chiang Kai-Sheks“. Der Gouverneur von Hongkong, Alexander Grantham behauptete dagegen, die Maschine sei in Hongkong nicht manipuliert worden. Am 26. Mai 1955 äußerte die indonesische Untersuchungskommission, dass sich eine Zeitbombe mit einem US-amerikanischen Zünder des Typs MK-7 an Bord der Maschine befunden hatte und dass diese höchstwahrscheinlich in Hongkong an Bord gebracht worden war.
Die Polizei Hongkongs schrieb eine Belohnung in Höhe von 100.000 Hongkong-Dollar aus für Hinweise, die zur Ergreifung der Urheber führten und befragte 71 Personen, die in Verbindung mit dem Flug standen. Als sich die Ermittlungen auf Chow Tse-Ming, einen Hausmeister der Hong Kong Aircraft Engineering Co. konzentrierten, bestieg dieser eine Maschine der zur CIA zugehörigen Civil Air Transport und flüchtete nach Taiwan. Die Polizei Hongkongs teilte mit, dass ein Haftbefehl wegen Mordes erhoben wurde, jedoch sei Chow Tse-Ming bereits am 18. Mai 1955 nach Taiwan geflohen und habe mindestens drei Alias-Namen verwendet.
Die Polizei Hongkongs mutmaßte, dass die Kuomintang Chow Tse-Ming rekrutiert hatten, um ihn die Bombe an Bord der Maschine platzieren zu lassen und so Zhou Enlai zu töten. Angeblich habe Tse-ming vor seinen Freunden mit seiner Rolle bei dem Absturz geprahlt und vor seiner Flucht nach Taiwan größere Geldsummen ausgegeben. Die Polizei Hongkongs stellte ein Auslieferungsgesuch, das die taiwanesischen Behörden jedoch ablehnten, wobei sie bestritten, dass es sich bei Tse-ming um einen Agenten der Kuomintang handele.
Der Autor Steve Tsang sichtete Archive in Großbritannien, Hongkong, den USA und Taiwan. Die von ihm zusammengetragenen Informationen weisen darauf hin, dass die Kuomintang über eine in Hongkong ansässige Operationsgruppe verfügte, die aus einem Netzwerk von 90 Personen bestand und zuständig für Attentate und Sabotageakte war. Die Gruppe habe im März 1955 Kontakt mit Chow aufgenommen, da sein Beruf ihm einen einfachen Zugriff zu der Maschine der Air India ermöglichte. Die Agenten hätten ihm 600.000 Hongkong-Dollar Belohnung und notfalls Asyl in Taiwan geboten.
Ein im Jahr 2004 veröffentlichtes Dokument des Außenministeriums der Volksrepublik China nennt die Kuomintang als Urheber des Bombenanschlags.